# Pseuduraecha
Pseuduraecha is een kevergeslacht uit de familie van de boktorren (Cerambycidae). De wetenschappelijke naam van het geslacht werd voor het eerst geldig gepubliceerd in 1925 door Pic.

## Soorten
Pseuduraecha omvat de volgende soorten:
- Pseuduraecha punctiventris (Heller, 1926)
- Pseuduraecha sulcaticeps Pic, 1925